# Sobieski (Minnesota)
Sobieski é uma cidade localizada no estado americano de Minnesota, no Condado de Morrison.

## Demografia
Segundo o censo americano de 2000, a sua população era de 196 habitantes.
Em 2006, foi estimada uma população de 186, um decréscimo de 10 (-5.1%).

## Geografia
De acordo com o United States Census Bureau tem uma área de
10,8 km², dos quais 10,8 km² cobertos por terra e 0,0 km² cobertos por água.

## Localidades na vizinhança
O diagrama seguinte representa as localidades num raio de 16 km ao redor de Sobieski.